# Inteligenční test
IQ testy nebo testy inteligence je obecný termín pro standardizované testy, kterými se měří inteligenční kvocient jedince. Tuto veličinu poprvé zavedl německý psycholog William Stern v roce 1912, aby sloužila k vyhodnocování a porovnávání výsledků testů inteligence dětí, které vytvářeli zejména francouzští psychologové Alfred Binet a Théodore Simon na počátku 20. století. IQ testů od té doby vzniklo velké množství a zaměřují se na různé aspekty duševních schopností lidí. Některé z komplexních, individuálně administrovaných inteligenčních testů, například Stanford-Binetův inteligenční test, Woodcock-Johnson test a další, bývají označovány jako tzv. „zlatý standard“ v oblasti testování inteligence.

## Stanford-Binetův test
Původní IQ testy vytvořené A. Binetem a T. Simonem sloužily k porovnávání schopností dětí školního věku. Měly vyčlenit slabé žáky, kteří v porovnání se svými vrstevníky potřebovali zvláštní vedení. Binet-Simonův test zkoumal pozornost, paměť a verbální schopnosti sérií otázek zvyšující se obtížnosti. Na základě experimentálních výsledků pak Binet postuloval koncept mentálního věku - úrovně duševního vývoje jedince ve srovnání s ostatními.
V roce 1916 publikoval americký psycholog Lewis Terman z univerzity ve Stanfordu revizi tohoto testu, která se ujala pod názvem Stanford-Binetova inteligenční škála a byla využívána zejména americkou armádou. Využití testů inteligence tímto způsobem bylo zpětně výrazně kritizováno (zejména pro chybné zadávání testů, malou validitu i reliabilitu testu, případně pro rasistickou interpretaci zjištěných výsledků).
Tento test byl několikrát revidován, jeho současná verze je Stanford-Binet 5. Vyhodnocuje se podle toho, jakých výsledků dosáhne respondent v porovnání s jedinci stejného věku. Test používá směrodatnou odchylku 15 od průměrné hodnoty 100 na křivce normálního rozdělení. Do vzdálenosti jedné směrodatné odchylky od průměru spadá zhruba 68 % lidské populace, do vzdálenosti dvou směrodatných odchylek (tedy IQ 70-130 asi 95 % populace). Výsledky by měly být vždy validizovány pro každou zemi a národ zvlášť.

## WAIS
WAIS je zkratka pro Wechsler Adult Intelligence Scale, což je série testů sloužících ke klinickému testování inteligence dospělých a adolescentů. Původní WAIS byl publikován v roce 1955 americkým psychologem Davidem Wechslerem, jeho nejnovější forma (WAIS-IV) je z roku 2008, v češtině je poslední standardizovanou verzí WAIS-III, často však bývá používána starší verze WAIS-R. Existují samozřejmě také verze Wechslerova testu pro děti, v Česku se používá zejména WISC-III (Wechsler Intelligence Scale for Children).
Výstupem současné verze testu WAIS-IV jsou čtyři hlavní koeficienty inteligence: koeficient verbálního porozumění, percepčního usuzování, pracovní paměti a rychlosti zpracovávání. Z nich se pak dá vyvodit obecné IQ, shrnující tyto schopnosti jedince do jediného čísla. Test má 10 hlavních a 5 doplňujících subtestů - informace, porozumění, slovní zásoba, podobnosti, aritmetiku, opakování čísel, řazení čísel a písmen, kostky, matice, puzzle, doplňování obrázků, váhy, hledání symbolů, kódování a zaškrtávání.
Jako většina moderních IQ testů, Wechslerův test také používá směrodatnou odchylku 15 od průměrné hodnoty 100.

## Ravenovy progresivní matrice

Příklad Ravenových progresivních matric

Ravenovy progresivní matrice (v češtině někdy též matice) jsou nonverbálním testem abstraktního uvažování původně vyvinuté Johnem C. Ravenem v roce 1936. Respondenti vybírají geometrické obrazce, které správně doplní větší obraz. Testuje se pochopení komplexnosti vzorů, schopnost ukládat a vybavovat si informace. Jedná se o test, který měří pouze dílčí část intelektových schopností, na jeho základě nelze dělat validní závěry o celkové inteligenci daného člověka (výsledky jsou orientační). Tento test se používá v klinické či poradenské psychologické praxi v ČR.

## Testování IQ v ČR
V ČR testování IQ pro širokou veřejnost provádí Mensa Česko. Její testy lze absolvovat vždy ve vybraných termínech a městech několikrát do roka. Testy IQ používané Mensou Česko vycházejí z Ravenovy progresivní matice pro pokročilé a jsou zkráceny pro účely plošného testování (na 40 minut).
Testy obecných studijních předpokladů společnosti SCIO vycházejí ve svém základu ze Stanford-Binetovy škály inteligence.[zdroj?] Mimoto existuje velké množství IQ testů na internetu, placených i zdarma, jejichž kvalita se velmi různí, ale obecně je nelze považovat za relevantní zdroj, nemají často nic společného s mezinárodně uznávanými testy IQ.

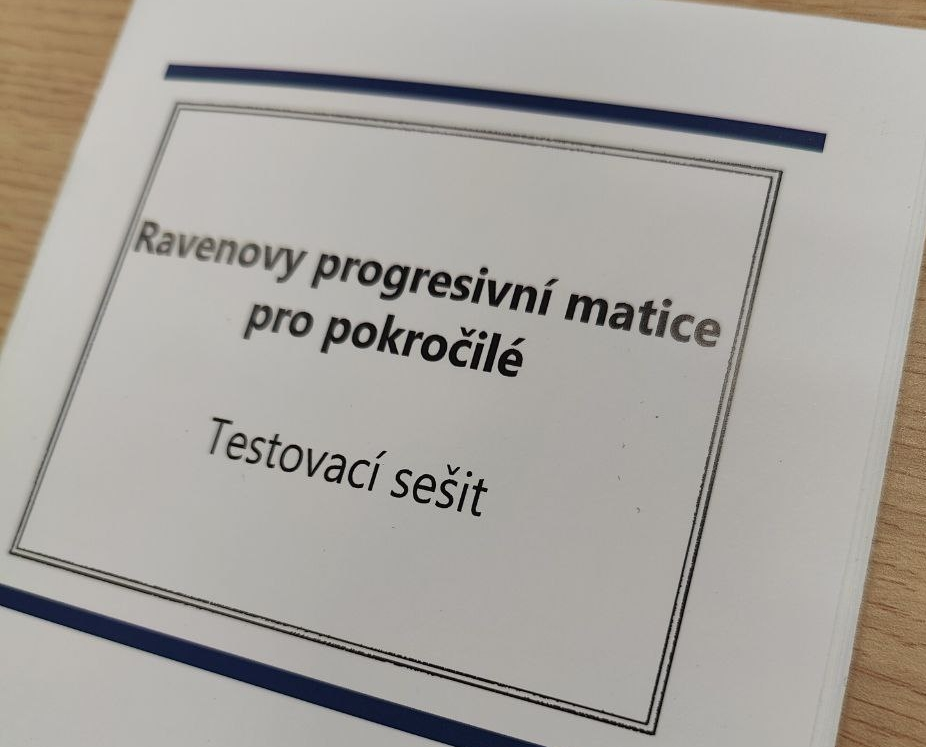
Ravenovy progresivní matice pro pokročilé, Testovací sešit Mensa Česko

Profesionálnímu testování IQ se věnují kliničtí či poradenští psychologové. Komplexní vyšetření inteligence psychologem zabere většinou 60-90 minut, v mnoha případech je tato služba hrazena státem (pedagogicko-psychologické poradny, zdravotnická zařízení). Psychologové ovšem měření inteligence provádějí s ohledem na řešení konkrétních problémů klienta (např. zjišťují mentální kapacitu žáka pro zvládání výběrové školy, případně omezení pracovní zátěže pacienta po závažném zranění hlavy). Je vhodné si nechat všechny pojmy z testování IQ, které psycholog zjistí, řádně vysvětlit.